# Négociations de Manhasset
Les négociations de Manhasset (comportant Manhasset I, II, III, IV) sont une série de discussions entre le gouvernement marocain et des représentants du Front Polisario afin de résoudre la question du Sahara occidental. Elles se déroulent à Manhasset, dans l'État de New York (États-Unis). Ce sont les premières négociations directes depuis l'effondrement du Plan Baker. L'Algérie et la Mauritanie sont également représentées lors de ces entretiens.
Elles découlent de la résolution 1754 du conseil de sécurité des Nations unies, adoptée le 30 avril 2007, qui exhortait les deux parties à entamer des négociations directes, sans conditions préalables, et de bonne foi. La résolution 1754 prolongeait également la Mission des Nations unies pour l'organisation d'un référendum au Sahara occidental (MINURSO) jusqu'au 31 octobre 2007.
Le premier round de négociations (Manhasset I) a eu lieu les 19 et 20 juin 2007. Le deuxième round s'est tenu les 10 et 11 août, sans déboucher. Lors du troisième, qui a eu lieu les 8 et 9 janvier 2008, les parties se sont accordées sur la nécessité d'entamer une nouvelle phase de négociations, plus intensive et substantielle. Le quatrième round s'est tenu les 18 et 19 mars 2008.
Les négociations ont été supervisées jusqu'en janvier 2009 par Peter van Walsum, envoyé personnel pour le Sahara occidental du Secrétaire général des Nations unies, Ban Ki-moon. À cette date, Christopher Ross, ancien ambassadeur américain à Alger, lui a succédé. La délégation marocaine est conduite par le ministre de l'Intérieur, Chakib Benmoussa, et celle du Front Polisario par Mahfoud Ali Beiba, président du Parlement sahraoui.
Le gouvernement marocain propose une autonomie mais le Polisario proclame son droit à l'autodétermination.